# Вайн, Теодор Шервин
Шервин Теодор Вайн (англ. Sherwin Theodor Wine; 25 января, 1928 — 21 июля, 2007) — американский философ, раввин, основатель движения гуманистического или секулярного иудаизма.
Родился в Детройте, в семье выходцев из Польши, на тот момент частично оккупированной Российской Империей. Его родители, Гершель Венгровский и Тойбл Израэльски приехали в Детройт в начале двадцатого века. Шервин Вайн окончил общественную школу в Детройте, религиозное воспитание получал в традициях консервативного иудаизма синагоги «Шаарей-Цедек». В его семье соблюдали шаббат и кашрут.
В 1985 году основал Международный институт секулярного гуманистического иудаизма.
Доктрина гуманистического иудаизма изложена Вайном в программной книге «Новый путь в иудаизме» (1985), где он обосновывает необходимость отказа от религиозного содержания иудаизма, и предлагает взамен его нерелигиозную, гуманистическую альтернативу. По мнению Вайна, это радикально новый путь быть евреем, новое (секулярное) содержание еврейских национальных праздников, церемоний и ритуалов, новое (секулярное) отношение к смешанным бракам и обращению в иудаизм. Концепция Вайна повлекла за собой резкую критику со стороны многих еврейских ученых и философов. Шервин Вайн погиб в автокатастрофе в Марокко.